# Exocentrus stierlini
Exocentrus stierlini là một loài bọ cánh cứng trong họ Cerambycidae.